# Miền hữu hiệu
Trong giải tích lồi, một nhánh của toán học, miền hữu hiệu là một khái niệm mở rộng định nghĩa tập xác định của một hàm toán học.
Cho một không gian vectơ {\displaystyle X}, khi đó một hàm lồi ánh xạ vào trục số thực mở rộng, {\displaystyle f:X\to \mathbb {R} \cup \{\pm \infty \}}, có miền hữu hiệu xác định bởi
{\displaystyle \operatorname {dom} f=\{x\in X:f(x)<+\infty \}.}
Nếu hàm đó là hàm lõm, thì miền hữu hiệu của nó là
{\displaystyle \operatorname {dom} f=\{x\in X:f(x)>-\infty \}.}
Miền hữu hiệu cũng chính là kết quả phép chiếu trên đồ thị của hàm {\displaystyle f:X\to \mathbb {R} \cup \{\pm \infty \}} vào {\displaystyle X}, tức là
{\displaystyle \operatorname {dom} f=\{x\in X:\exists y\in \mathbb {R} :(x,y)\in \operatorname {epi} f\}.}
Nếu một hàm lồi {\displaystyle f:X\to \mathbb {R} } ánh xạ vào trục số thực thông thường thì miền hữu hiệu của nó chính là tập xác định của hàm đó.
Một hàm {\displaystyle f:X\to \mathbb {R} \cup \{\pm \infty \}} là hàm lồi chính thường khi và chỉ khi {\displaystyle f} lồi, có miền hữu hiệu khác rỗng và {\displaystyle f(x)>-\infty } với mọi {\displaystyle x\in X}.